# Ramadhani
Ramadhani è una circoscrizione urbana (urban ward) della Tanzania situata nel distretto urbano di Njombe, regione di Njombe. Conta una popolazione di 16 305 abitanti (censimento 2012).